# 8-Cloroteofilina
8-Cloroteofilina é uma droga estimulante da família das xantinas, com efeitos fisiológicos similares aos da cafeína. Ela costuma ser combinada com outras drogas para formar sais estáveis, como o Dimenidrinato.